# NGC 1249
NGC 1249 (другие обозначения — ESO 155-6, IRAS03085-5331, PGC 11836) — спиральная галактика с перемычкой (SBc) в созвездии Часы. Открыта Джоном Гершелем в 1834 году. Описание Дрейера: «яркий, крупный, сильно вытянутый в позиционном угле 80° объект, сильно более яркий в середине». Рентгеновский источник 2U 0328 −52, возможно, принадлежит этой галактике, но так как галактика принадлежит к группе, а точность определения местоположения источника невысока, он может располагаться и в другом месте.
Этот объект входит в число перечисленных в оригинальной редакции «Нового общего каталога».
Галактика NGC 1249 входит в состав группы галактик IC 1954. Помимо NGC 1249 в группу также входят NGC 1311, IC 1933, IC 1954, ESO 200-G045 и IC 1959.